# Moorkäferzikade
Die Moorkäferzikade (Ommatidiotus dissimilis), auch Moorwalzenzikade genannt, ist eine Zikadenart innerhalb der Familie der Caliscelidae in der Unterordnung der Spitzkopfzikaden (Fulgoromorpha). Sie ist eine Charakterart der Regen- und Zwischenmoore und ernährt sich von Scheiden-Wollgras (Eriophorum vaginatum). Aufgrund ihrer engen ökologischen Bindung an den Lebensraum Moor wird sie als tyrphobiont bezeichnet. Sie ist die einzige Art dieser Gattung, die auch in Nordeuropa vorkommt.

## Beschreibung
Die Moorkäferzikade ist eine Zikade mit einer recht auffälligen Färbung. Dies gilt aber wohl nur bei näherer Betrachtung, denn das Muster und die Farben ergeben in Hochmooren auf den Torfmoospolstern eine hervorragende Tarnung. Die Flügel sind strohfarben bis weißlich, mit orangefarbenen Streifen. Männchen und Weibchen unterscheiden sich (Sexualdimorphismus). Beim Männchen sind die Flügelseiten und die Körperunterseite schwarz gefärbt und sie sind deutlich kleiner als die Weibchen. Sie sind meist kurzflügelig (brachypter), langflügelige (makroptere) Formen sind selten (Flügeldimorphismus). Ihre Körperlänge beträgt bei kurzflügeligen Formen 2,7 bis 4,7 Millimeter und bei langflügeligen Formen 4,8 bis 5,6 Millimeter. Selbst bei kurzflügeligen Tieren überragen die Vorderflügel aber noch den Hinterleib.

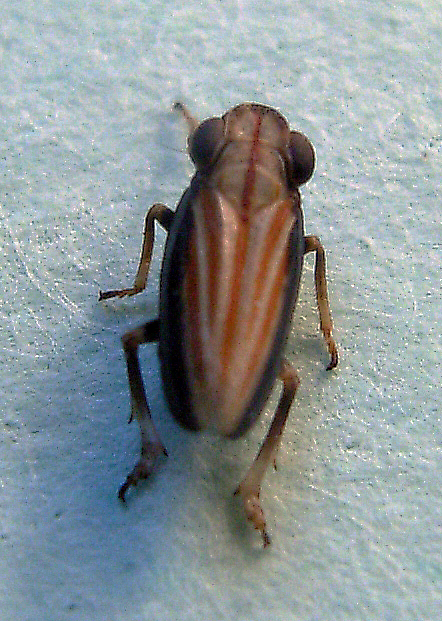
Männchen einer Moorkäferzikade

Das spermaübertragende Organ (Aedeagus) der Männchen ist asymmetrisch gebaut. Die spiegelbildlichen Morphen sind aber offensichtlich etwa gleich häufig vertreten. Die Zikadenart zeigt eine hohe Variabilität der Kopfform der Männchen sowie in geringerem Ausmaß auch der Färbung. Von Nord nach Süd und von West nach Ost nimmt offenbar die Länge des Kopfes zu.
Weitere ähnliche Arten der Gattung in Europa sind Ommatidiotus inconspicuus, Ommatidiotus concinnus und Ommatidiotus longiceps. Die Gattung gilt jedoch als revisionsbedürftig.

## Lebensweise

### Ernährung
Die Zikade ernährt sich von Pflanzensäften (phytosug), die sie mit ihrem speziell gebauten Mundwerkzeugen aufnimmt. Sie saugt an den Leitungsbahnen mit stark zuckerhaltigem Saft (Phloem).
Sie ist wahrscheinlich monophag 1. Grades, das heißt, sie ernährt sich von nur einer einzigen Pflanzenart, möglicherweise ausschließlich vom Scheiden-Wollgras (Eriophorum vaginatum), eventuell aber auch von Heidekrautgewächsen.

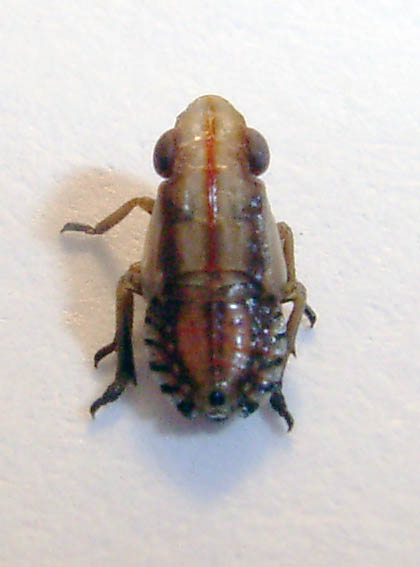
Larve einer Moorkäferzikade

### Fortpflanzung und Entwicklung
Die Moorkäferzikade ist wie alle Zikaden hemimetabol. Die Entwicklung der Larven verläuft direkt. Die Larven und die erwachsenen Tiere besitzen prinzipiell dieselbe Körperstruktur. Mit zunehmendem Alter bilden und vergrößern sich die Anlagen für die Flügel und Genitalarmatur. Sie durchlaufen fünf Larvenstadien bis zum erwachsenen Tier, die durch Häutungen ineinander übergehen. Sie bilden nur eine Generation im Jahr und überwintern im Eistadium. Die erwachsenen Tiere sind zwischen Juli und Oktober zu finden.

## Verbreitung und Lebensraum
Die Moorkäferzikade ist eurosibirisch verbreitet. Sie kommt in Regen- und Zwischenmooren vor. In Deutschland hat die Art ihren Verbreitungsschwerpunkt im Bereich der Regenmoore Nordwestdeutschlands und des Alpenvorlandes. Sie scheint im Mittelgebirge zu fehlen.

## Gefährdung und Schutz
Die Zikadenart ist nicht gesondert geschützt. Sie gilt aber in Deutschland aufgrund des Rückganges und Beeinträchtigung ihrer Lebensräume als stark gefährdete Art (Gefährdungskategorie 2).